# Ґачкун
Ґачкун (перс. گچكون) — село в Ірані, у дегестані Таразнагід, в Центральному бахші, шагрестані Саве остану Марказі. За даними перепису 2006 року, його населення становило 0 осіб.

## Клімат
Середня річна температура становить 18,43°C, середня максимальна – 37,51°C, а середня мінімальна – -2,67°C. Середня річна кількість опадів – 256 мм.
| Клімат поселення                              | Клімат поселення | Клімат поселення | Клімат поселення | Клімат поселення | Клімат поселення | Клімат поселення | Клімат поселення | Клімат поселення | Клімат поселення | Клімат поселення | Клімат поселення | Клімат поселення | Клімат поселення |
| Показник                                      | Січ.             | Лют.             | Бер.             | Квіт.            | Трав.            | Черв.            | Лип.             | Серп.            | Вер.             | Жовт.            | Лист.            | Груд.            |                  |
| Середній максимум, °C                         | 13,46            | 15,25            | 19,21            | 25,97            | 31,25            | 36,38            | 37,51            | 36,78            | 32,80            | 25,80            | 18,80            | 13,28            |                  |
| Середня температура, °C                       | 5,39             | 7,19             | 11,15            | 17,90            | 23,18            | 28,31            | 31,36            | 30,62            | 26,65            | 19,66            | 12,65            | 7,13             |                  |
| Середній мінімум, °C                          | −2,67            | −0,88            | 3,09             | 9,83             | 15,12            | 20,24            | 25,22            | 24,48            | 20,51            | 13,51            | 6,50             | 0,99             |                  |
| Норма опадів, мм                              | 39               | 36               | 44               | 28               | 20               | 4                | 1                | 1                | 1                | 16               | 27               | 39               |                  |
| Середньомісячна швидкість вітру, м/с          | 1.66             | 2.20             | 2.82             | 3.15             | 3.07             | 2.91             | 3.02             | 2.91             | 2.41             | 2.23             | 1.98             | 1.59             |                  |
| Середньомісячна сонячна радіація, кДж/м²·день | 9329             | 12064            | 14482            | 18161            | 22035            | 26040            | 25566            | 23459            | 19943            | 14757            | 10908            | 8848             |                  |
| --------------------------------------------- | ---------------- | ---------------- | ---------------- | ---------------- | ---------------- | ---------------- | ---------------- | ---------------- | ---------------- | ---------------- | ---------------- | ---------------- | ---------------- |
| Джерело:                                      |                  |                  |                  |                  |                  |                  |                  |                  |                  |                  |                  |                  |                  |